# Kristián Goloméev
Kristián Tsvetanov Goloméev (in bulgaro Кристиан Цветанов Голомеев?, Kristian Cvetanov Golomeev, in greco Κριστιάν Τσβετάνοφ Γκολομέεβ); Velingrad, 4 luglio 1993) è un nuotatore greco.

## Biografia
È figlio di una donna greca e del nuotatore bulgaro Cvetan Golomeev, nuotatore del Levski Sofia, che rappresentò la Bulgaria alle Olimpiadi estive di Mosca 1980 e Seul 1988. Ha due fratelli Nikola e Ivan. La madre è morta subito dopo averlo partorito per un errore medico. Il padre è morto nel 2010 a causa di un cancro.
Ha deciso di optare per la nazionale greca, che ha rappresentato ai Giochi olimpici di Londra 2012 e Rio de Janeiro 2016.
Ai Campionati europei di nuoto di Glasgow 2018 ha vinto la medaglia di argento nei 50 metri stile libero, con il tempo di 21"44, preceduto dal britannico Benjamin Proud. Nella medesima specialità, negli anni successivi, conquista un argento mondiale (nel 2019 a Gwangju) e un oro e due bronzi europei.

## Palmarès
| Anno | Manifestazione          | Sede           | Evento       | Risultato  | Prestazione | Note             |
| ---- | ----------------------- | -------------- | ------------ | ---------- | ----------- | ---------------- |
| 2012 | Giochi olimpici         | Londra         | 100m sl      | 31º B      | 50"08       |                  |
| 2013 | Giochi del Mediterraneo | Mersin         | 50m sl       | Bronzo     | 22"35       |                  |
| 2013 | Giochi del Mediterraneo | Mersin         | 4x100m sl    | Bronzo     | 3'19"09     |                  |
| 2013 | Giochi del Mediterraneo | Mersin         | 4x100m misti | Argento    | 3'40"66     |                  |
| 2014 | Europei                 | Berlino        | 50m farfalla | 21º B      | 24"24       |                  |
| 2016 | Europei                 | Londra         | 50m sl       | 4º         | 21"89       |                  |
| 2016 | Europei                 | Londra         | 100m sl      | Semifinale | 48"92       |                  |
| 2016 | Europei                 | Londra         | 50m farfalla | Semifinale | 24"02       |                  |
| 2016 | Europei                 | Londra         | 4x100m sl    | 4º         | 3'14"42     |                  |
| 2016 | Europei                 | Londra         | 4x100m misti | 4º         | 3'34"41     |                  |
| 2016 | Mondiali                | Windsor        | 50m sl       | Semifinale | 21"50       |                  |
| 2016 | Giochi olimpci          | Rio de Janeiro | 50m sl       | 13º SF     | 21"98       |                  |
| 2016 | Giochi olimpci          | Rio de Janeiro | 50m sl       | 20º SF     | 48"68       |                  |
| 2016 | Giochi olimpci          | Rio de Janeiro | 4x100m misti | 10º B      | 3'14"62     |                  |
| 2016 | Giochi olimpci          | Rio de Janeiro | 4x100m sl    | 15º        | 3'36"75 SF  |                  |
| 2018 | Giochi del Mediterraneo | Tarragona      | 50m sl       | Oro        | 21"66       |                  |
| 2018 | Giochi del Mediterraneo | Tarragona      | 50m farfalla | Oro        | 23"53       |                  |
| 2018 | Giochi del Mediterraneo | Tarragona      | 4x100m sl    | Argento    | 3'18"25     |                  |
| 2018 | Giochi del Mediterraneo | Tarragona      | 4x100m misti | Oro        | 3'36"64     |                  |
| 2018 | Europei                 | Glasgow        | 50m sl       | Argento    | 21"44       | Record nazionale |
| 2019 | Mondiali                | Gwangju        | 50m sl       | Argento    | 21"45       |                  |
| 2021 | Europei                 | Budapest       | 50m sl       | Bronzo     | 21"73       |                  |
| 2021 | Europei                 | Budapest       | 100 m sl     | 23º B      | 49"05       |                  |
| 2021 | Europei                 | Budapest       | 50m farfalla | 18º B      | 23"61       |                  |
| 2021 | Europei                 | Budapest       | 4x100m sl    | 5º         | 3'13"39     |                  |
| 2021 | Giochi olimpici         | Tokyo          | 50m sl       | 5º         | 21"72       |                  |
| 2022 | Giochi del Mediterraneo | Orano          | 50m sl       | Oro        | 21"91       |                  |
| 2022 | Giochi del Mediterraneo | Orano          | 50m farfalla | Bronzo     | 23"61       |                  |
| 2022 | Giochi del Mediterraneo | Orano          | 4x100m sl    | Argento    | 3'16"64     |                  |
| 2022 | Europei                 | Roma           | 50m sl       | Bronzo     | 21"75       |                  |
| 2023 | Europei in vasca corta  | Otopeni        | 4x50m sl     | Bronzo     | 1'23"27     |                  |
| 2024 | Europei                 | Belgrado       | 50 m sl      | Oro        | 21"72       |                  |
| 2024 | Europei                 | Belgrado       | 4x100 m sl   | Bronzo     | 3'13"73     |                  |

## Primati personali
I suoi primati personali in vasca da 50 metri sono:
- 50 m stile libero: 21"44 (2018)
- 100 m stile libero: 48"68 (2016)
- 50 m delfino: 23"19 (2018)

I suoi primati personali in vasca da 25 metri sono:
- 50 m stile libero: 20"75 (2020)

## International Swimming League
| Stagione 2019   | Stagione 2020 | Stagione 2021 |
| --------------- | ------------- | ------------- |
| Aqua Centurions | LA Current    | LA Current    |